# 村上元武
村上 元武（むらかみ もとたけ）は、安土桃山時代から江戸時代前期にかけての武士。毛利氏家臣で、萩藩（長州藩）士。能島村上氏当主。祖父は村上武吉で、父は村上元吉、母は小早川隆景の養女（小田信房の娘）。萩藩御船手組頭。

## 生涯
文禄4年（1595年）、能島村上氏の村上元吉の嫡男として生まれる。
慶長5年（1600年）の関ヶ原の戦いの際に伊予国へ出陣した父・元吉が加藤嘉明の家臣・佃十成の夜襲により戦死したため、幼少の元武が祖父・武吉の後見を受けて家督を継いだ。
関ケ原の戦い後に周防国と長門国の2ヶ国に減封されると、元武は長門国阿武郡萩の飯田町に屋敷を与えられ、移り住んだ。
元和3年（1617年）12月28日、毛利秀就から「掃部頭」の官途名を与えられる。
元和4年（1618年）、御船手組頭役に任じられ、御船手組の根拠地である周防国佐波郡三田尻で勤めることとなった。また、所領を加増されることになったが、元武が病身であったため、代わりに嫡男の就武へ所領を与えられるように願い出ている。以後、元武の子孫の村上家は2393石余を与えられた。
正保2年（1645年）1月1日、毛利秀就から「能登守」の受領名を与えられた。
慶安2年（1649年）7月17日に死去。享年55。嫡男の就武が後を継いだ。